# Torre de Marboré
La Torre de Marboré (en aragonès Punta Faixón) és una muntanya de 3.009 m d'altitud, amb una prominència de 103 m, que es troba al massís del Mont Perdut, entre la província d'Osca (Aragó) i el departament dels Alts Pirineus (França). La seua ascensió es pot realitzar des del refugi de Góriz.